# Gran dodecàedre truncat estelat
En geometria, el gran dodecàedre truncat estelat o gran dodecàedre quasitruncat estelat és un políedre uniforme no convex indexat com a U66. Té un símbol de Schläfli t0,1{5/3,3}.

## Políedres relacionats
Comparteix el seu arranjament de vèrtexs amb tres altres políedres uniformes: el petit icosicosidodecàedre, el petit dodecicosidodecàedre ditrigonal i el petit dodecicosàedre:
| Gran dodecàedre truncat estelat | petit icosicosidodecàedre | petit dodecicosidodecàedre ditrigonal | petit dodecicosàedre |